# Elena Esposito
Elena Esposito (ur. 18 maja 2000) – włoska zapaśniczka walcząca w stylu wolnym. Zajęła 30. miejsce na mistrzostwach świata w 2023. 
Trzynasta na mistrzostwach Europy w 2023. Siódma na igrzyskach śródziemnomorskich w 2022. Ósma na igrzyskach wojskowych w 2019. Brązowa medalistka MŚ wojskowych w 2025.
Trzecia na MŚ U-23 w 2022, a także na ME U-23 w 2023. Trzecia na ME juniorów w 2017 i 2018. Trzecia na MŚ kadetów w 2015, a druga na ME w 2016 i trzecia w 2017 roku.